# 1221 Avenue of the Americas
1221 Avenue of the Americas alternativt McGraw-Hill Building är en skyskrapa som ligger utmed gatan Avenue of the Americas/Sixth Avenue på Manhattan i New York, New York i USA.
Byggnaden uppfördes mellan 1966 och 1969 som en fastighet för kontorsverksamhet. Den är 205 meter hög och har 51 våningar.